# Dobromil (województwo dolnośląskie)
Dobromil – kolonia w Polsce, położona w województwie dolnośląskim, w powiecie polkowickim, w gminie Radwanice.
Do 2023 r. miejscowość była przysiółkiem wsi Łagoszów Wielki.
Wchodzi w skład sołectwa Łagoszów Wielki.
W latach 1975–1998 przysiółek administracyjnie należał do województwa legnickiego.
Według Gminy Radwanice przysiółek wsi liczył 82 mieszkańców (31.12.2019).